# Ayad Al Saffar
Ayad Al Saffar, född 25 juli 1964 i Beirut, Libanon, är en libanesisk-svensk entreprenör och koncernchef. 
Al Saffar är grundare av Klockgrossisten i Norden, numera Axcent of Scandinavia, där han är koncernchef. Han kom till Sverige 1984 som flykting från Libanon och gick från bärplockare och dörrförsäljare till att förvärva och vända tre förlusttyngda detaljhandelsbolag, bland annat Ur & Penn, till lönsamma kedjor. 2022 förvärvade han Åhléns varuhuskedja.

## Biografi
Ayad Al Saffar föddes i Beirut och växte upp i det krigshärjade Libanon. För att undvika kriget tog sig Al Saffar till Sverige som flykting 1984 och tillbringade sin första tid på en flyktingförläggning i Rättvik. Efter att ha fått uppehållstillstånd försörjde han sig som bärplockare och studerade bilelektronik innan han bestämde sig för att bli affärsman.
Al Saffar började sin karriär genom att sälja klockor på marknader och torg runt om i Sverige. 1991 grundade han Klockgrossisten i Norden.

### Förvärv
2002 blev Ayad Al Saffar kontaktad av Ur & Penns ägare med erbjudandet att köpa 10% av bolaget. Efter förhandlingar kom de överens om att han skulle köpa hela bolaget.
Ur & Penn med sina 40 butiker gick med förlust, men genom en ny sortiments- och prisstrategi lyckades Al Saffar vända bolaget till vinst redan under första året. Idag har Ur & Penn över 100 butiker, varav sex drivs på franchisebasis.
2006 förvärvade Ayad Al Saffar den nederländska butikskedjan Lucardi från CVC Capital Partners med 94 butiker. Likt Ur & Penn var även Lucardi förlusttyngd sedan flera år, en trend som vändes inom 10 månader. 2007 förvärvades den förlustdrabbade nederländska varuhuskedjan Kijkshop. Med sina 104 varuhus kom även Kijkshop att vändas till lönsamhet på kort tid.
Sommaren 2022 övertog Al Saffar tillsammans med minoritetsinvesterarna Härstedt & Jansson Invest AB den förlusttyngda varuhuskedjan Åhléns.

## Utmärkelser
- Albert Bonniers pris till Årets företagare 2006